# Aleksandr Szeptulin
Aleksandr Pietrowicz Szeptulin (ros. Алекса́ндр Петро́вич Шепту́лин; ur. 3 stycznia 1929 we wsi Nowokrieszczeno obwódu penzeńskiego, zm. 2 sierpnia 1993) – radziecki filozof, specjalista w zakresie dialektyki materialistycznej i ontologii, doktor nauk filozoficznych, profesor. W 1961 roku został zatrudniony jako starszy pracownik naukowy Instytutu Filozofii Akademii Nauk ZSRR, gdzie w latach 1978–1985 kierował zakładem logiki dialektycznej.

## Wybrane publikacje
- Философия марксизма-ленинизма (учебное пособие). М., 1970.

Przekłady na język polski
- Aleksander Szeptulin: Filozofia marksizmu-leninizmu. Z ros. przeł. Sergiusz Korcz i Jan Sikora (1930-1991). Warszawa: Państwowe Wydawnictwo Naukowe, 1973, seria: podręcznik akademicki. Brak numerów stron w książce[1]